# David LaChapelle
David LaChappelle (Hartford, Connecticut, 11 de março de 1963) é um fotógrafo estadunidense, conhecido por suas imagens inusitadas, coloridas e irreverentes.

## Biografia
Estudou Belas Artes na North Carolina School of the Arts até se dirigir rumo a Nova Iorque estudar simultaneamente na Arts Student League e na School of Visual Arts.
Já na Big Apple, LaChapelle conseguiu o seu primeiro trabalho profissional enquanto fotógrafo ao serviço da revista Interview, pela mão precisamente do seu fundador, Andy Warhol. Durante o final da década de 1980 e na década de 1990 LaChapelle começou a ser grandemente reconhecido na cena nova-iorquina.
Esse reconhecimento deve-se à inusualidade das imagens que cria, testemunho de um mundo surreal, através de fotos ultra saturadas que misturam o glamour com uma fantasia cómica, de beleza e bizarria.
O seu trabalho fotográfico já foi capa de todas as principais publicações de moda e não só, como a Italian Vogue, Vanity Fair, Rolling Stone, i-D, Vibe, Interview, e a The Face, entre muitas outras. Encontra-se também sob contracto com a americana Vanity Fair. Dentro da publicidade, o currículo de LaChapelle estende-se a marcas como L’Oreal, Iceberg, MTV, Ecko, Diesel Jeans, Sirius, Ford, Sky Vodka, etc. Além dos habituais retratos que faz dos mais importantes (leia-se, famosos) artistas contemporâneos, LaChapelle concebeu capas para os álbuns de músicos como Macy Gray, Moby, No Doubt, Whitney Houston, Mariah Carey, Lil’ Kim, Elton John, e Madonna.
Descrito pelo New York Times como o "fellini da fotografia", David LaChapelle tem já alguma obra publicada sobre o assunto. Desde 1996, ano em que chegou aos escaparates o seu livro de estreia, "LaChapelle Land", pela mão da editora Calllaway, o fotógrafo já editou "Hotel LaChapelle" pela mesma editora, "If you want reality, take the bus" em 2002 pela Artmosphere, e prepara-se para editar em fevereiro deste ano uma gigante retrospectiva de 700 páginas pela editora Taschen, intitulado "Artists And Prostitutes".
Também já diversos museus e galerias de arte se mostraram interessados no trabalho do fotógrafo do norte da américa, galerias como a nova-iorquina "Staley-Wise and Toni Shafrazi Galleries", a "Fahey-Klein Gallery" na costa oeste, mais precisamente na Califórnia bem como em algumas galerias europeias como a austríaca "Art Trend", a alemã "Camerawork, e a galeria italiana "Sozzani and Palazzo delle Esposizioni". Mais recentemente, o seu trabalho foi mostrado no Londrino "Barbican Museum", no qual conseguiu um recorde de visitantes que o museu mantém imbatível até à data.
Por entre todas as personalidades que conseguiram ter o privilégio de ser matéria-prima para a obra de LaChapelle, destacam-se nomes como o do já falecido Tupac Shakur, Madonna, Amanda Lepore, Eminem, Björk, Philip Johnson, Lance Armstrong, Pamela Anderson, Lil’ Kim, Uma Thurman, Elizabeth Taylor, David Beckham, Paris Hilton, Leonardo DiCaprio, Hillary Clinton, Muhammad Ali, Britney Spears, Rihanna e até o próprio Andrew Warhol.
Apesar de apenas uma longa-metragem constar na sua filmografia, David LaChapelle está bastante familiarizado atrás das câmaras de filmar. Na sua carreira de video-clips para músicos e/ou bandas estão incluídos trabalhos para Jennifer Lopez, Britney Spears, Avril Lavigne, No Doubt, Whitney Houston, Macy Gray, Blink-182, Elton John, Christina Aguilera, The Vines e o muito celebrado video "Natural Blues" de Moby, vencedor de um prémio MTV para melhor video do ano. A sua longa-metragem, o documentário RIZE, lançado em 2004, tem vindo a receber as melhores críticas possíveis por parte de toda a crítica especializada. Recentemente, LaChapelle aventurou-se também pela direcção de espéctaculos, mais precisamente concebendo todo o concerto "The Red Piano" de Elton John.
Entre os muitos prémios que lhe têm vindo a ser granjeados, sobressaem o prémio de fotógrafo do ano em 1996 nos VH1 Fashion Awards, o prémio de melhor documentário no Aspen Film Festival, o de Realizador do Ano e melhor video Rock nos MVPA Awards, e foi classificado como a segunda mais importante pessoa no mundo da fotografia, pela American Photo Magazine.

## Videoclipes
1997
- The Dandy Warhols - "Not If You Were The Last Junkie on Earth"

1999
- Kelis - "Good Stuff"
- Moby - "Natural Blues"

2000
- Enrique Iglesias - "Sad Eyes"

2001
- Elton John - "I Want Love"
- Elton John - "This Train Don't Stop There Anymore"
- Mariah Carey - "Loverboy"

2002
- Elton John - "Original Sin"
- The Vines - "Outathaway"
- Christina Aguilera feat. Redman - "Dirrty"
- Avril Lavigne - "I'm with You"

2003
- Jennifer Lopez - "I'm Glad"
- Whitney Houston - "Try It On My Own"
- Christina Aguilera feat. Lil' Kim - "Can't Hold Us Down"
- Macy Gray - "She Ain't Right For You"
- Christina Aguilera - "The Voice Within"
- Blink-182 - "Feeling This"
- No Doubt - "It's My Life"

2004
- Britney Spears - "Everytime"
- Joss Stone - "Super Duper Love"
- Norah Jones - "Those Sweet Words"
- Elton John - "Answer In The Sky"
- Elton John - "All That I'm Allowed"
- Gwen Stefani feat. Eve - "Rich Girl"
- Usher - "Burn"
- Designed and directed Elton John's Las Vegas show "The Red Piano"

2005
- Robbie Williams - "Advertising Space"

2006
- Hilary Duff - "Supergirl"
- Madonna - "Sorry"

2007
- Christina Aguilera - "Slow Down Baby"
- Jennifer Lopez - "Do It Well"

2012
- Florence + the Machine - "Spectrum"

2016
- Britney Spears - "Make Me"

## Prémios
1995
- "Best New Photographer of the Year" by both French Photo and American Photo magazines

1996
- "Photographer of the Year Award" at the VH-1 Fashion Awards

1997
- "Art Directors Club Award" for Best Book Design for LaChapelle Land

1998
- Best "Cutting Edge Essay" and "Style Photography" at Life magazine’s Alfred Eisenstadt Awards for Magazine Photography (the Eisies)

1999
- Honored in the "Cover of the Year" category at the Eisies

2000
- Won "Best Video" for Moby’s "Natural Blues" at the MTV Europe Music Awards

2003
- 12th Annual MVPA (Music Video Production Association) Awards - Adult Contemporary Video of the year - Elton John "This Train Don't Stop There Anymore"

2004
- 13th Annual MVPA Awards - Winnner "Director of the Year" - "Best Rock Video of the Year" for No Doubt "It's My Life"
- Special Juried Prize Mountainfilm in Telluride
- Special Juried Recognition in Sundance Film Festival
- Winner of "Best documentary" in Aspen Film Festival